# Dương Hùng (Tây Hán)
Dương Hùng (chữ Hán: 扬雄, 53 TCN – 18), tên tự là Tử Vân, người Thành Đô, Thục Quận, là nhà văn, nhà triết học cuối đời Tây Hán, đầu đời Tân. Ông được Tam tự kinh xếp vào nhóm Ngũ tử.

## Tiểu sử
Dương Hùng tự nhận có cùng thủy tổ với sĩ tộc họ Dương ở Hoằng Nông, Hoa Âm, tổ tiên vì chiến loạn mà dời nhà đến Ba Quận. Đời ông kỵ là Lư Giang thái thú Dương Quý tránh kẻ thù, lại dời nhà đến Thục Quận. Từ Quý đến Hùng, 5 đời đều chỉ có một con trai, lấy nghề nông làm kế sanh nhai, không có ai làm quan. 
Dương Hùng từ nhỏ hiếu học, không xem trọng câu cú mà chuyên tâm với nghĩa lý, đọc khắp sách vở. Hùng bản chất giản dị nhàn nhã, có tật nói lắp nên phát ngôn từ tốn, hình thành tính cách thâm trầm lặng lẽ, không truy cầu danh lợi, một mực đạm bạc trong sạch; tuy nhiên ông dứt khoát chẳng phải sách của thánh hiền thì không đọc, chẳng phải ý của thánh hiền thì không làm, nhưng lại ưa thích từ phú. 
Theo lời tự bạch của Hùng, ước chừng vào năm 16 TCN, ông nhờ văn tài, nên được Đại tư mã Vương Âm triệu làm Môn hạ sử, sau đó tiến cử lên Hán Thành đế làm Đãi chiếu, nhờ chứng tỏ văn tài mà được trừ chức Lang, Cấp sự hoàng môn (đều là các quan chức tùy tùng của hoàng đế, có lộc vị nhưng không có quyền lực). 
Triều đình nhà Hán nổ ra cuộc tranh giành quyền lực giữa các bè phái ngoại thích cũ (Vương) và mới (Đinh, Phó), rồi sau đó Vương Mãng soán ngôi, Hùng náu mình, chuyên tâm nghiên cứu triết học.  Thành ra, sự nghiệp chánh trị của Hùng trải qua 3 đời vua Thành Đế, Ai Đế, Bình Đế không có bước tiến đáng kể nào.
Sang đời Tân, Dương Hùng tự nhận tuổi cao, xin chuyển làm Đại phu, nhằm tránh xa danh lợi. 
Tân đế Vương Mãng giành được ngôi vị không chính đáng, luôn cảm thấy bất an, mà học trò của Hùng là Lưu Phân (con trai Lưu Hâm) xu nịnh không đúng chỗ, liên lụy đến ông, khiến Hùng khiếp sợ, nhảy xuống gác để tự vẫn, nên bị thương nặng gần chết. Nhờ Vương Mãng biết rõ Hùng không liên quan, hạ chiếu không truy cứu, nên mới thoát nạn.  Hùng vì bị thương mà chịu miễn quan, bình phục lại được làm Đại phu. 
Cuối đời, Dương Hùng nghèo khổ, lại ham rượu, ít khi có khách đến thăm, thường chu du để giảng dạy. Năm 18, Hùng mất, hưởng thọ 71 tuổi, được học trò là Hầu Ba chôn cất, giữ tang 3 năm.

## Sự nghiệp

### Hình thức
Hùng có chủ trương lưu danh muôn đời nhờ văn chương, lựa chọn những tác phẩm xuất sắc nhất (theo quan điểm chủ quan của ông) trong các lĩnh vực khác nhau của văn học, mô phỏng chúng mà sáng tác nên các tác phẩm của riêng mình: về kinh thì mô phỏng kinh Dịch làm ra kinh Thái huyền, về truyện thì mô phỏng Luận ngữ làm ra Pháp ngôn, về sử thiên thì mô phỏng Thương hiệt, làm ra Huấn toản (ngày nay không còn), về châm thì mô phỏng Ngu châm, làm ra Thập nhị châu châm. Hùng hâm mộ tài làm phú của đồng hương là Tư Mã Tương Như, nên mô phỏng cách hành văn của ông ta,  trong các bài phú của ông thì  nổi tiếng nhất là 4 bài:  Cam Tuyền, Hà Đông, Vũ liệp và Trường Dương. 
Ngoài ra, Hùng tự làm bài tựa cho tác phẩm của mình (xem Dương Hùng tự tự). 

### Nội dung
Trong thời gian tháp tùng Hán Thành đế, Hùng bộc lộ nhiệt tâm đối với chính trị, chủ đề nổi bật nhất trong giai đoạn này là phúng gián, cả bốn bài phú nổi tiếng nhất của Hùng đều nhằm can ngăn hoàng đế:
- Tháng giêng ÂL năm 11 TCN [16], Hùng theo Thành đế tế giao ở Cam Tuyền, [Hán thư 12] tận mắt trông thấy vẻ xa hoa tráng lệ của cung điện được xây cất từ thời Hán Vũ đế, trở về dâng lên bài phú Cam Tuyền, uyển chuyển khuyên ngăn hoàng đế hạn chế lối sống phô trương. [Hán thư 13]
- Tháng 3 ÂL cùng năm [28], Thành đế cúng Hậu Thổ, sau đó cùng quần thần đi thăm viếng các danh thắng, Hùng lại dâng lên bài phú Hà Đông, uyển chuyển khuyên nhủ hoàng đế làm những việc thiết thực hơn. [Hán thư 14]
- Tháng 12 cùng năm [38], Thành đế tổ chức một cuộc săn lớn, Hùng đi theo đến cung Trường Dương, thấy dân chúng phục dịch vất vả, làm bài phú Trường Dương, uyển chuyển khuyên can. [Hán thư 15]
- Thành đế muốn khoe khoang với sứ giả Hung Nô tham gia cuộc săn, nên bày ra quy mô quá lớn, kéo dài đến mùa thu năm sau, khiến dân chúng không thể thu hoạch, Hùng lại làm bài phú Vũ liệp, uyển chuyển khuyên ngăn. [Hán thư 16]

Đến thời Hán Ai đế, tình thế biến động, Hùng chỉ lên tiếng vài lần, như Thượng thư gián Ai đế vật hứa Hung Nô triều (Dâng thư can Ai đế đừng nhận lời cho Hung Nô vào chầu), Đối Ai đế tai dị thư (thư trả lời về những thiên tai thời Ai đế), hầu như đóng cửa lánh đời, chuyên tâm trước tác kinh Thái huyền, bị chỉ trích là cầu an giữ mình. Vì thế Hùng làm bài phú Giải trào để phản bác những lời ấy.  Hùng đã sớm bày tỏ quan điểm này: ông vốn hâm mộ văn tài của Khuất Nguyên, cho rằng ở trên cả Tư Mã Tương Như, nhưng không bằng lòng với hành vi tự vẫn của ông ta, cho rằng gặp thời thì thăng tiến, không gặp thời thì ẩn cư, sao lại phải trầm mình như vậy!? Vì thế Hùng làm bài phú Phản Ly tao để phản biện Ly tao, sau đó lại làm Quảng tao, rồi dựa những tác phẩm khác của Khuất Nguyên làm ra Bạn lao sầu, đều là để phản biện quan điểm của ông ta.  Ngoài Giải trào, Hùng còn có vài tác phẩm mang tính tự thuật như Trục bần phú, Tửu phú,...
Vì giữ mình, Hùng cũng phải làm những tác phẩm ủng hộ Vương Mãng, như Kịch Tần mỹ Tân (chê bai nhà Tần, ca ngợi nhà Tân), chuốc lấy sự chê bai của người đời;  theo chiếu lệnh của Mãng, ông làm Nguyên hậu lụy để viếng Hiếu Nguyên thái hậu Vương Chính Quân.
Về cuối đời, Hùng cho rằng những bài phú phúng gián không đem lại kết quả như mong đợi, nhìn lại thì những lời hay ý đẹp ấy thật là phù phiếm, lại có phần trái với đạo của người quân tử, nên không làm nữa.  Hùng làm ra kinh Thái huyền, nhằm trình bày hệ thống triết học và lý luận vũ trụ hoàn toàn khác biệt với kinh Dịch. Thái huyền xuất phát từ quan niệm tam tài, dung 1 huyền phân làm 3, rồi làm 9 châu, 27 bộ, 81 gia, 729 tán, cấu thành hệ thống, mượn sự vận động và phát triển của những điều ấy để nói rõ mọi sự, mọi vật. Học thuyết về Huyền chẳng những biểu thị âm dương tiêu trưởng mà còn biểu thị ngũ hành sinh khắc. Do ý nghĩa của bộ sách này quá thâm áo, Hùng phải tự làm chú thích (ngày nay không còn), riêng làm bài văn Giải nan để lý giải. 
Hùng phản đối các học thuyết chê bai đạo Nho (như Lão, Trang đều mượn Khổng tử làm ví dụ), làm ra Pháp ngôn, nhằm uốn nắn học thuật đương thời, khẳng định vị thế độc tôn của Nho học. 
Ngoài ra Hùng được cho là tác giả của Du hiên sứ giả tuyệt đại ngữ thích biệt quốc phương ngôn (tạm dịch: phương ngôn của các nước, được giải thích từ thời xa xưa, bởi các sứ giả đi cỗ xe nhẹ), thường gọi tắt là Phương ngôn.

## Đánh giá
Hùng chỉ được một số ít là Phạm Thuân, Lưu Hâm và Hoàn Đàm đánh giá cao, còn phần nhiều người đương thời xem nhẹ ông,  thậm chí chỉ trích gay gắt, cho rằng Hùng không phải là thánh nhân mà làm ra kinh (Thái huyền), đáng tội như bề tôi gây ra việc tiếm nghịch. 
Bấy giờ, Lưu Hâm từng nói thẳng với Hùng là thiên hạ còn chưa hiểu hết được Dịch, làm sao nghiên cứu Huyền.  Sau khi Hùng mất, Hoàn Đàm khẳng định quan điểm nhiệt thành bảo vệ Nho học sẽ giúp cho tác phẩm của ông lưu truyền mãi mãi.  Những nhận định này đã được Ban Cố chứng thực. 

## Một số khác biệt cơ bản giữa kinh Dịch và kinh Thái huyền
Để hiểu được phần nào sáng tạo của Dương Hùng, có thể tham khảo bảng dưới đây:
| STT | Dịch | Thái huyền |
| 1   | Cơ số hệ nhị phân và bát phân | Cơ số hệ tam phân và cửu phân |
| 2   | Dùng huyền lực của số 2 nên tự triển khai theo cấp số nhân 2 | Dùng huyền lực của số 3 nên tự triển khai theo cấp số nhân 3 |
| 3   | 64 quái thu về 1 ma phương (magic square) bậc 8 | 81 thủ thu về 1 ma lập phương (magic cube) bậc 9 |
| 4   | 64 quái triển khai theo hệ số của nhị thức bậc 6: (a+b)6 | 81 thủ triển khai theo hệ số của tam thức bậc 4: (a+b+c)4 |
| 5   | Phương đồ của 64 quái là một mạng vuông (grid) nằm sát gốc O trong góc tư (quadrant) thứ tư của mặt phẳng Descartes. Mỗi quẻ kép biểu thị hai số bát phân (octal) (được đọc từ đáy lên): số đầu cho hoành độ (abscissa), số sau cho tung độ (ordinate) của góc trái trên của ô chứa quẻ liên hệ. Các quẻ đơn có trị số theo quy ước sau đây: khôn=0; cấn=1; khảm=2; tốn=3; chấn=4; ly=5; đoài=6; càn=7 | Phương đồ của 81 thủ là một mạng vuông (grid) nằm sát gốc O trong góc tư (quadrant) thứ ba của mặt phẳng Descartes. Mỗi thủ biểu thị hai số cửu phân (nonal) (được đọc từ trên xuống): số đầu (của 2 vạch Phương – Châu) cho hoành độ (abscissa), còn số sau (của 2 vạch Bộ – Gia) cho tung độ (ordinate) của góc trái trên của ô chứa thủ liên hệ. Chín Bán thủ có trị số bản xứ như sau: ≈11=000; ≈12=001; ≈13=010; ≈21=011; ≈22=100; ≈23=101; ≈31=110; ≈31=111; ≈33=1000 |
| 6   | Thái cực → Lưỡng nghi → Tứ tượng → Bát quái → 16 Sự → 32 Á quái → 64 quái. Càn sách là 36 x 6 = 196, Khôn sách là 24 x 6 = 144, toàn sách quái là 192 x (24 + 36) = 192 x 60 = 11.520 sách | Thái nguyên → 3 Phương → 9 Châu → 27 Biểu → 81 Thủ, từ Trung xuống Dưỡng → 729 Tán (thêm 2 Tán nhuận Khi và Doanh → 731 Tán) → 729 x 36 = 26.244 sách |
| 7   | 10 Truyện là Văn ngôn, Thoán thượng, Thoán hạ, Đại tượng, Tiểu tượng, Hệ thượng, Hệ hạ, Thuyết quái truyện, Tự quái truyện, Tạp quái truyện | 10 Tự truyện là Huyền trắc, Huyền xung, Huyền thác, Huyền Ly, Huyền oanh, Huyền số, Huyền văn, Huyền nghễ, Huyền đồ, Huyền cáo. |
| 8   | Quẻ kép gồm 6 hào tính từ dưới lên trên theo quy thức chồng (stack) dùng LIFO | Thủ tính từ trên xuống dưới và chia thành Phương, Châu, Bộ, Gia theo quy thức đội ngũ (queue) dùng FIFO |
| 9   | Dịch lý dựa trên tập hợp cổ điển và Đại số Boole | Huyền lý dựa trên tập hợp mờ (fuzzy set) và luận lý mờ (fuzzy logic) |
| 10  | Bói Dịch dùng 50 cọng cỏ thi để tìm cát, hung, hối, lận | Bói Huyền dùng 64 cọng cỏ thi để tìm cát, cữu, tường, lận, bình, hối, tai, hưu, hung |
| 11  | Quái khí ngoại nhập nên khởi đầu bằng quát trụ dẹt (ambigram) [Càn\Khôn] và kết thúc bằng quát trụ dẹt [Ký tế\Vị tế]; sau này, do tuế sai làm điểm Xuân phân đi giật lùi trên Hoàng đạo, nên mới khởi tiết Đông chí bằng quẻ Phục X | Quái khí nội tại và có trật tự, nên bắt đầu tiết Đông chí bằng thủ Trung ứng với quẻ Trung Phu, và kết thúc bằng thủ Dưỡng ứng với quẻ Di |
| 12  | Đề cao Thiên đạo, Quân đạo và Phụ đạo | Đề cao Địa đạo, Thần đạo và Hiếu đạo |
| 13  | Dùng lịch Thiên Thống nhà Chu, lấy tháng Tý làm tháng giêng (Kiến Tý) | Dùng lịch Thái Sơ của nhà Hán, có nguồn gốc là lịch Chuyên Húc nhà Tần |
| 14  | Hào khởi từ Giáp dần tức đầu của tú Cơ thuộc Thanh Long và theo chu kỳ của 1 cực – tức 31920 tuế (năm tiết khí), tương đương 1680 chương (Metonic cycle) | Tán khởi từ Giáp tý tức đầu của tú Khiên Ngưu với chu kỳ là 4617 tuế, tương đương 243 chương |

## Khảo chứng
1. ↑  Ban Cố (班固) biên soạn, Nhan Sư Cổ (颜师古) chú – Hán thư quyển 87 thượng, liệt truyện 57 thượng – Dương Hùng truyện thượng: Dương Hùng tự Tử Vân, người Thành Đô, Thục Quận. Tổ tiên xuất từ Bá Kiều đời Chu, nhờ chi thứ ban đầu ăn lộc thái ấp ở đất Dương thuộc nước Tấn, nhân lấy tên đất làm tên Thị tộc, không rõ là hậu duệ nào vào đời Chu của Bá Kiều. Đất Dương ở giữa hai sông Hà, Phần, nhà Chu suy nên Dương thị mới xưng hầu, hiệu là Dương hầu. Gặp lúc Lục khanh của nước Tấn tranh quyền, Hàn, Triệu, Ngụy hưng còn Phạm, Trung Hành, Tri Bá khốn. Đương bấy giờ, bức Dương hầu, Dương hầu trốn ở Vu Sơn của nước Sở, nhân làm nhà ở đấy.[3] Thời nổi lên của Sở, Hán, Dương thị ngược dòng Trường Giang, ở lại huyện Giang Châu thuộc Ba Quận. Còn Dương Quý làm quan đến Lư Giang thái thú, trong niên hiệu Nguyên Đỉnh nhà Hán tránh kẻ thù, lại ngược dòng Trường Giang, ở lại huyện Bì tại mặt nam Dân Sơn, có ruộng trăm mẫu, có nhà một khu, đời đời lấy cày cấy nuôi tằm làm nghiệp. Từ Quý đến Hùng, 5 đời chỉ có một con trai, nên Hùng không có họ hàng với những người họ Dương ở Thục Quận.
2. ↑  Hán thư thượng, tlđd: Hùng từ nhỏ hiếu học, không làm chương cú, huấn cổ thông suốt mà thôi, đọc rộng không gì chẳng xem. Làm người giản dị nhàn nhã, có tật lắp nên không thể nói nhanh, lặng lẽ lại thích nghĩ ngợi thâm trầm, thanh tĩnh vô vi, ít ham muốn, không mong mỏi ở phú quý, không lo lắng ở bần tiện, không sửa đức hạnh để cầu tiếng tăm trong đời. Gia sản không quá mười nén vàng, thiếu thốn chẳng đong đếm để tích trữ, trong sạch đến vậy. Tự có đại độ: chẳng phải sách của thánh triết [4] thì không thích, chẳng phải ý họ dẫu phú quý cũng không làm. Ngược lại từng thích từ phú.
3. ↑  Ban Cố (班固) biên soạn, Nhan Sư Cổ (颜师古) chú – Hán thư quyển 87 hạ, liệt truyện 57 hạ – Dương Hùng truyện hạ: Tán rằng: Bài tựa do Hùng tự làm nói rằng: Thuở đầu, Hùng hơn 40 tuổi, tự Thục đến chơi kinh sư, Đại tư mã Xa kỵ tướng quân Vương Âm lấy làm lạ về văn tài của ông, triệu làm Môn hạ sử, tiến Hùng làm Đãi chiếu, hơn năm sau, dâng lên Vũ liệp phú [5], trừ làm Lang, Cấp sự hoàng môn, cùng Vương Mãng, Lưu Hâm ngang hàng.
4. ↑  Hán thư hạ, tlđd: Thời Ai đế, Đinh, Phó, Đổng Hiền chuyên quyền [6], những kẻ a dua có người được nhận bổng lộc lên đến 2000 thạch. Bấy giờ Hùng đang soạn thảo "Thái huyền", nhằm tự giữ mình, cứ lặng lẽ mà thôi.
5. ↑   Hán thư hạ, tlđd: Tán rằng:...Đầu thời Ai đế, lại cùng Đổng Hiền đồng quan chức. Đương thời Thành, Ai, Bình, Mãng, Hiền đều làm tam công, quyền khuynh quân chủ, tiến ai thì không có việc người đó chẳng được cất nhắc, còn Hùng trải 3 đời hoàng đế không được dời quan chức. Đến khi Mãng soán ngôi, kẻ sĩ đàm luận dùng văn Phù mệnh [7] ca ngợi công đức mà được phong tước rất nhiều, Hùng lại không được tước hầu; lấy cớ tuổi cao, ở chức đã lâu, xin chuyển làm Đại phu, điềm đạm với lợi ích ở đời đến như vậy.
6. ↑  Hán thư hạ, tlđd: Thời Vương Mãng, Lưu Hâm, Chân Phong đều làm Thượng công [8], Mãng đã nhờ Phù mệnh để tự lập, sau khi tức vị, muốn cắt đứt cội nguồn việc ngày trước dựa vào thần tiên, mà con Phong là Tầm, con Hâm là Phân lại tiếp tục dâng văn ấy lên. Mãng tru cha con Phong, đày Phân ra biên thùy, khẩu cung liên quan đến ai, lập tức bắt giữ mà không cần trình báo. Khi ấy, Hùng dạy học trên gác Thiên Lộc [9], sứ giả Trị ngục đến [10], muốn bắt Hùng, Hùng sợ không thể tránh khỏi, bèn từ trên gác nhảy xuống, gần chết. Mãng nghe được thì nói: "Hùng vốn không dự vào việc ấy, sao lại thế này?" sai người ngầm tìm hiểu nguyên nhân, thì ra Lưu Phân từng theo Hùng học làm văn, Hùng không biết gì cả. Có chiếu không hỏi nữa.
7. ↑  Hán thư hạ, tlđd: Hùng nhân bệnh bị miễn quan, lại được triệu làm Đại phu.
8. ↑  Hán thư hạ, tlđd: Nhà vốn nghèo, tính ham rượu, người ta hiếm khi đến cửa. Đương thời người có hảo sự đem rượu thịt theo ông chu du dạy học, mà người Cự Lộc là Hầu Ba thường ở cùng Hùng, được truyền thụ Thái huyền, Pháp ngôn... Được 71 tuổi, năm Thiên Phượng thứ 5 thì mất, Hầu Ba xây phần mộ, giữ tang 3 năm.
9. ↑  Hán thư thượng, tlđd: Ngày trước, Thục có Tư Mã Tương Như, làm phú rất hoằng lệ ôn nhã, Hùng trong lòng hâm mộ ông ta, mỗi khi làm phú, luôn mô phỏng ông ta để làm khuôn mẫu.
10. ↑  Hán thư hạ, tlđd: Tán rằng... Thực sự ưa thích lạc đạo đời xưa [11], ý muốn làm ra văn chương lưu danh ở đời sau, cho rằng kinh thì chẳng gì lớn hơn Dịch, nên làm Thái huyền; truyện thì chẳng gì lớn hơn Luận ngữ, làm Pháp ngôn; sử thiên thì chẳng gì hay hơn Thương hiệt, làm Huấn toản [12]; châm thì chẳng gì hay hơn Ngu châm, làm Châu châm [13]; phú thì chẳng gì sâu hơn Ly tao, làm Phản rồi Quảng của nó; từ thì chẳng gì đẹp hơn Tương Như, làm 4 bài phú, đều nghiên cứu kỹ lưỡng tác phẩm của ông ta, cũng như mô phỏng mà hành văn.
11. ↑  Hán thư hạ, tlđd: Tán rằng: Bài tựa do Hùng tự làm [14] nói rằng:[15]
12. ↑  Hán thư thượng, tlđd: Thời Hiếu Thành đế, có khách tiến văn của Hùng tựa Tương Như, thượng sắp tế giao Thái Trĩ ở Cam Tuyền, Hậu Thổ ở Phần Âm [17], để cầu kế tự, triệu Hùng làm Đãi chiếu ở sân của điện Thừa Minh [18]. Tháng giêng, theo Thượng đi Cam Tuyền, trở về dâng lên Cam Tuyền phú để nói thác. Lời rằng:
13. ↑  Hán thư thượng, tlđd: Cam Tuyền vốn là ly cung của nhà Tần [19], đã xa xỉ và to lớn, mà Vũ đế lại thêm các cung Thông Thiên, Cao Quang, Nghênh Phong. Ngoài cung gần thì có các cung Hồng Nhai, Bàng Hoàng, Trữ Tư, Nỗ Khư, xa thì có Thạch Quan, Phong Loan, Chi Thước, Lộ Hàn, Đường Lê, Sư Đắc, từ xa thấy rõ sự khôi vĩ của chúng [20], trái ngược với gỗ thì bào mà không khắc, tường thì trát mà không vẽ, Chu Tuyên (vương) xây cung, Bàn Canh dời đô [21], cung thất nhỏ hẹp đời Hạ [22], định chế xẻ gỗ làm mè, (không quá) 3 bậc thềm đất của đời Đường, Ngu [23] đấy. Vả lại xây chúng đã lâu rồi, chẳng phải Thành đế làm nên, muốn can ngăn thì không đúng lúc, muốn im lặng thì không thể được, nên mới đổi sang ca ngợi nó, bèn đưa lên so sánh với cung tía trên trời, còn nói đây không phải là thứ sức người làm được, may ra quỷ thần thì có thể. Lại gặp lúc Triệu chiêu nghi (tức Triệu Hợp Đức) đang rất được sủng hạnh, mỗi khi thượng đi Cam Tuyền, luôn được theo pháp giá [24], ngồi trong thuộc xa, ở giữa đoàn xe [25]. Nên Hùng bèn cực lực thuyết phục rằng "ngựa xe đông đúc, tùy tòng đầy đủ" [26], thì không thể "cảm động trời đất, nhận phúc Tam thần" [27]. Lại nói "đuổi ngọc nữ, từ Mật phi (宓妃)", để làm việc nghiêm túc. Phú xong, tâu lên, thiên tử lấy làm lạ.
14. ↑  Hán thư thượng, tlđd: Tháng 3 năm ấy, sắp cúng Hậu Thổ, thượng bèn soái quần thần băng ngang Đại Hà (tức Hoàng Hà), rảo đi Phần Âm. Cúng xong, đi dạo Giới Sơn [29], vòng qua An Ấp [30], ngắm Long Môn [31], ngắm Diêm Trì [32], lên Lịch Quan [33], trèo Tây Nhạc (tức là Hóa Sơn) để nhìn Bát hoang [34], theo dấu thành cũ đời Ân, Chu [35], trông xa để nghĩ về phong tục đời Đường, Ngu [36][37]. Hùng cho rằng "nhìn sông đầy cá, chẳng bằng quay về mà dệt lưới"; sau khi về (kinh), dâng lên Hà Đông phú để khuyên. Lời rằng:
15. ↑  Hán thư thượng, tlđd: Tháng 12 năm ấy có Vũ liệp [39], Hùng được đi theo. Cho rằng xưa ở đời Nhị đế, Tam vương [40], cung quán [41], đài tạ [42], chiểu trì [43], uyển hữu [44], lâm lộc [45], tẩu trạch [46], tài chính đủ để cung phụng miếu giao [47], hầu hạ khách khứa, thì gánh vác việc bếp núc mà thôi, không giành đất đai trồng trọt, chăn nuôi màu mỡ của trăm họ. Nữ có dư vải, nam có dư thóc, quốc gia thịnh vượng, khắp nơi thái bình[48], nên Cam Lộ rưới xuống sân, Lễ Tuyền rót vào hồ, phượng hoàng ở trên cây, rồng vàng bơi dưới ao, kỳ lân chạy vào vườn, sẻ thần sà xuống rừng. Xưa Vũ nhậm Ích làm Ngu [49] mà khắp nơi (thượng hạ) hòa, cây cỏ tươi; Thành Thang ham cày ruộng mà thiên hạ được dùng thóc; (Chu) Văn vương có trăm dặm, dân cho rằng còn nhỏ, Tề Tuyên vương có 40 dặm, dân cho rằng lớn; rộng rãi với dân so với cướp đoạt của dân đấy. Vũ đế mở rộng Thượng Lâm, nam đến Nghi Xuân [50], Đỉnh Hồ [51], Ngự Túc [52], Côn Ngô [53], tựa Nam Sơn [54] về phía tây, đến Trường Dương, Ngũ Tạc [55], bắc vòng Hoàng Sơn [56], men theo sông Vị về phía đông, kéo dài mấy trăm dặm, đào ao Côn Minh mô phỏng sông Điền [57], xây dựng Kiến Chương, Phượng Khuyết, Thần Minh, Táp Sa, Tiệm Đài, Thái Dịch [58] mô phỏng nước biển chảy quanh Phương Trượng, Doanh Châu, Bồng Lai [59]. Vui chơi xa xỉ, cùng khéo cực đẹp. Dẫu cắt hết 3 mặt cấp cho bình dân, nhưng đến Vũ liệp, điền xa [60], nhung mã, khí giới, trữ trì [61], cấm ngự [62] kết thành doanh trại, quá đỗi xa hoa to lớn, trái ngược với cái ý Tam khu [63] của Nghiêu, Thuấn, Thành Thang, Văn vương. Lại sợ đời sau tiếp tục sửa đổi thứ ưa thích đời trước, không dung hòa đối với Tuyền Đài [64], nên cũng nhân cuộc săn lớn [65] mà làm phú để nói thác, lời rằng:
16. ↑  Hán thư hạ, tlđd: Năm sau, Thượng sắp khoa trương với người Hồ nên dùng nhiều cầm thú, mùa thu, mệnh Hữu Phù Phong [66] phát dân vào Nam Sơn, tây từ Bao, Da, đông đến Hoằng Nông, nam ruổi Hán Trung [67], giăng lưới cao thấp lớn nhỏ [68], bắt gấu nâu, lợn rừng, cọp beo, khỉ vượn, cáo thỏ, nai hươu [69], chở bằng xe cũi, chuyển đến Xạ Hùng quán của cung Trường Dương [70]. Lấy lưới làm Chu khư, thả cầm thú vào trong,[71] lệnh cho người Hồ đánh bằng tay, tự bắt lấy chúng, Thượng đích thân đến xem. Khi ấy, nông dân không được thu hoạch. Hùng theo đến Xạ Hùng quán, trở về, dâng lên Trường Dương phú, cũng nhờ bút mực làm xong văn chương, nên mượn Hàn Lâm để làm chủ nhân, Tử Mặc làm khách khanh để nói thác. Lời rằng:
17. ↑  Hán thư hạ, tlđd: Thời Ai đế, Đinh, Phó, Đổng Hiền chuyên quyền [72], những kẻ a dua có người được nhận bổng lộc lên đến 2000 thạch. bấy giờ Hùng đang soạn thảo "Thái huyền", nhằm tự giữ mình, cứ lặng lẽ mà thôi. Có người giễu Hùng làm đen nhưng vẫn còn trắng [73], nên Hùng biện giải, đặt tên là Giải trào. Lời rằng:
18. ↑  Hán thư thượng, tlđd: Lại quái rằng Khuất Nguyên văn vượt qua Tương Như, đến mức không thể chấp nhận việc làm Ly tao rồi tự đâm đầu xuống sông mà chết, xót văn của ông ta, đọc thì chưa từng không chảy nước mắt. Cho rằng làm quân tử đắc thời thì thong thả cất bước, không đắc thời thì rồng rắn náu mình, gặp hay không gặp là mệnh vậy, hà tất trầm mình làm chi! Bèn làm sách, phần lớn trích lục lời văn trong Ly Tao để phản biện, từ Dân Sơn ném xuống các dòng sông để điếu Khuất Nguyên, đặt tên là Phản Ly tao; lại dựa vào Ly tao làm thêm 1 thiên, đặt tên là Quảng tao; lại dựa vào Tích tụng trở xuống đến Hoài sa (làm thêm) 1 quyển [74], đặt tên là Bạn lao sầu [75]. Bạn lao sầu, Quảng tao văn nhiều, không chép [76]; chỉ chép Phản Ly tao, lời rằng:
19. ↑  Hán thư hạ, tlđd: Người kinh sư nhân việc này mà có lời rằng: "Vốn tịch mịch, tự nhảy gác, giữ thanh tĩnh, làm Phù mệnh" [77].
20. ↑  Hán thư hạ, tlđd: Hùng cho rằng việc làm phú ấy, dùng để nói thác đấy, cứ suy lý mà nói, lời lẽ vô cùng đẹp đẽ, rộng rãi dồi dào, nhằm khiến người ta không thể thêm thắt, sau khi quay về nẻo chánh, nên xem như đã qua rồi [79]. Ngày trước Vũ đế ham thần tiên, (Tư Mã) Tương Như dâng lên Đại nhân phú, muốn nói thác, đế ngược lại phơi phới muốn bốc lên mây [80]. Bởi vậy mà nói, làm phú để khuyên mà không dừng được, rõ ràng rồi. Còn giống như bọn hề Thuần Vu Khôn, Ưu Mạnh [81], thì đi ngược với pháp độ [82] giữ gìn nẻo chánh trong thi phú của hiền nhân quân tử, vì thế dừng lại không làm nữa.
21. ↑  Hán thư hạ, tlđd: Nghĩ rất sâu về Hồn thiên [83], tam mô rồi tứ phân, làm ra 81 (thủ) [84]. Bên cạnh Tam mô Cửu cư [85], làm thêm 729 câu tán, cũng là đạo của tự nhiên đấy. Nên xem xét Dịch, thấy quẻ (nguyên văn: quái) nó mà đặt tên, xem xét Huyền, đếm vạch nó mà định vị. Tứ trọng của các thủ trong Huyền, không phải là quẻ, là số đấy. (Thái huyền) khởi từ Thiên nguyên [86] tính ra giường mối số độ, luật lịch của âm dương một ngày một đêm, 9 x 9 vận chuyển một chu kỳ, cùng trời có sau có trước. Nên Huyền có 3 phương, 9 châu, 27 bộ, 81 gia, 243 biểu, 729 tán, chia làm 3 quyển, gọi là 1, 2, 3, cùng lịch Thái Sơ tương ứng [87], cũng có lịch của Chuyên Húc (bên trong) đấy [88]. Bói cỏ dựa vào 3 thẻ [89], liên quan dựa vào tốt xấu, hòa hợp dựa vào sự vật, mở mang dựa vào con người, tô vẽ dựa vào ngũ hành, nghĩ định dựa vào đạo đức nhân nghĩa lễ trí. Không chủ không danh [90], cần hợp Ngũ kinh, ví như trái với sự tình, không thể viết ra những điều trống rỗng. Vì nó quá mơ hồ [91] thì không thể hiểu được, nên có 11 thiên: Thủ, Trùng, Thác, Trắc, Si, Oánh, Số, Văn, Nghĩ, Đồ, Cáo, đều để giải thích thể chế của Huyền, tách riêng những tài liệu ấy, ghi chép ngõ hầu không còn nữa [92]. Huyền văn nhiều, nên không nêu ra, người xem thì khó hiểu, người học thì khó xong. Khách phàn nàn Huyền quá sâu sa, mọi người không chuộng, Hùng lý giải, gọi là Giải nan, lời rằng:
22. ↑  Hán thư hạ, tlđd: Hùng thấy chư tử đều dùng tri thức trái đạo, đại khái là phỉ báng thánh nhân [93], có kẻ làm việc quái đản khuất tất, phân tích, biện giải những lời khác lạ, nhằm quấy nhiếu thế sự, dẫu là biện giải vặt, cuối cùng phá vỡ đại đạo rồi mê hoặc mọi người, khiến người ta chìm đắm ở văn chương mà không tự nhận ra chỗ sai trái của họ đấy. Đến khi Thái sử công chép truyện về 6 nước, trải qua Sở, Hán, xong chuyện bắt lân thì dừng [94], không cùng thánh nhân tương đồng, phải trái rất khác với kinh sách. Nên người ta gặp dịp hỏi Hùng, thường dùng khuôn phép trả lời, soạn làm 13 quyển, mô phỏng Luận ngữ, đặt tên là Pháp ngôn. Pháp ngôn văn nhiều không nêu, chỉ nêu mục lục:
23. ↑  Hán thư hạ, tlđd: Tán rằng:... Dụng tâm ở trong, không mong ở ngoài, người thời ấy đều đánh giá thấp ông, chỉ Lưu Hâm với Phạm Thuân [96] kính trọng, còn Hoàn Đàm cho rằng không ai sánh nổi [97].
24. ↑  Hán thư hạ, tlđd: Các nhà nho chỉ trích Hùng không phải là thánh nhân mà làm kinh, cũng như vua các nước Ngô, Sở đời Xuân Thu tiếm hiệu xưng vương, đều đáng tội chết đấy.
25. ↑  Hán thư hạ, tlđd: Lưu Hâm từng đến thăm ông, nói với Hùng rằng: "Vô cớ tự gây khổ! Nay học giả có lộc lợi, nhưng ngõ hầu chẳng ai có thể hiểu rõ Dịch, còn nói gì đến Huyền chứ? Tôi sợ người đời sau dùng để đậy vò tương đấy." Hùng cười mà không đáp.
26. ↑  Hán thư hạ, tlđd: Đương thời, Đại tư không Vương Ấp, Nạp ngôn Nghiêm Vưu nghe tin Hùng chết, nói với Hoàn Đàm rằng: "Ngài từng ca ngợi sách của Dương Hùng, há có thể lưu truyền ở đời sau ư?" Đàm nói: "Ắt lưu truyền. Nhưng anh với Đàm không có cùng cách nhìn đấy. Người đời xem thường người ở gần mà xem trọng người ở xa, đích thân thấy Dương tử nói lộc vị, dung mạo không thể động lòng người, nên xem thường sách của ông. Xưa Lão Đam (tức Lão tử) trước 2 thiên lời hư vô (tức Đạo đức kinh), nhạt nhân nghĩa, trái lễ học, nhưng đời sau ưa thích ông ta còn hơn cả Ngũ kinh, từ các vua Hán Văn, Cảnh đến Tư Mã Thiên đều nhắc đến. Nay sách của Dương tử có văn nghĩa rất sâu, mà nghị luận không trái với thánh nhân, nếu gặp được nhà vua đương thời, thay đổi việc khảo hạch hiền trí, sách của ông được khen hay, thì ắt vượt qua chư tử vậy."
27. ↑  Hán thư hạ, tlđd: Từ khi Hùng mất đến nay hơn 40 năm, Pháp ngôn của ông phổ biến, mà Huyền rốt cục không vẻ vang, nhưng sách vở vẫn còn.

## Điển cố: Lâm xuyên tiện ngư
- Chữ Hán: 临川羡鱼
- Nguồn gốc: Hà Đông phú
- Nội dung: miêu tả tình cảnh một người đứng bên dòng nước, nhìn xuống thấy nhiều cá, cứ nghĩ đến chuyện bắt cá, nhưng không ra tay, nên rốt cục không có cá. Ý nói một người chỉ có nguyện vọng mà không có hành động thực tế, nên không thể đạt được điều mà anh ta mong đợi. Ở đây Hùng muốn khuyên ngăn Hán Thành đế không nên nghĩ ngợi nữa, mà nên bắt tay vào sửa sang đức chính.[99]

## Tác phẩm liên quan
- Tả Tư (左思) – Vịnh sử. Tế tế kinh thành nội (咏史.济济京城内, kỳ 4 của bài 8): "Tịch tịch Dương tử trạch, môn vô khanh tướng dư. Liêu liêu không vũ trung, sở giảng tại Huyền hư. Ngôn luận chuẩn Trọng Ni, từ phú nghĩ Tương Như. Du du bách thế hậu, anh danh thiện bát khu."
- Lư Chiếu Lân (卢照邻) – Trường An cổ ý (长安古意): "Tịch tịch liêu liêu Dương tử cư, niên niên tuế tuế nhất sàng thư. Độc hữu Nam Sơn quế hoa phát, phi lai phi khứ tập nhân cư."
- Lý Bạch – Cổ phong. Hàm Dương nhị tam nguyệt (古风.咸阳二三月, kỳ 8 của bài 59): "Tử Vân bất hiểu sự, vãn hiến Trường Dương từ. Phú đạt thân dĩ lão, thảo Huyền tấn nhược ti. Đầu các lương khả thán, đãn vi thử bối xuy."
- Lý Bạch – Cổ phong. Nhất bách tứ thập niên (古风.一百四十年, kỳ 46 của bài 59): "Độc hữu Dương chấp kích, bế quan thảo Thái huyền."
- Lý Bạch – Hiệp khách hành (侠客行): "Thùy năng thư các hạ, bạch thủ Thái huyền kinh?"
- Lý Hạ – Lục chương phong sự (绿章封事): "Kim gia hương hạng thiên luân minh, Dương Hùng thu thất vô tục thanh."
- Đái Thúc Luân (戴叔伦) – Hành lộ nan (行路难): "Dương Hùng bế môn không độc thư, môn tiền bích thảo xuân li li."